# Francis-Alfred Moerman
Francis-Alfred Moerman (* 1936 in Gent; † 10. Juli 2010) war ein belgisch-französischer Jazzgitarrist des Gypsy-Jazz.

## Leben und Wirken
Moerman, der spanische und flämische Wurzeln hatte, lernte bereits als Kind Banjo, Mandoline und Gitarre. Kurz vor dem Zweiten Weltkrieg zog seine Familie nach Zentralfrankreich. Er besuchte die Schule in Paris, wo er mit Musikern der Gitanes und der Manouches Kontakt hatte. 1960 spielte Moerman mit Sarane Ferret. In den folgenden Jahren begleitete er außerdem Baro Ferret, Matelo Ferret, Sara Neagu, Lajos Kazanova, Lousson Baumgartner-Reinhardt, Vivian Villerstein und Jacques Montagne. Nach mehreren Jahren der musikalischen Inaktivität gründete er das Trio Jazz Tzigane de France, mit Jean Toupance und Al Dubreuil, später mit Gilles Parodi und Ladislas Gobert, mit dem er mehrere Alben einspielte und Tourneen durch Frankreich, Europa, Afrika und den Nahen Osten unternahm. Weiterhin nahm er mit dem Hot Club de Norvège auf. Tom Lord verzeichnet zwischen 1976 und 1999 die Beteiligung an neun Aufnahmesessions.

## Diskographische Hinweise
- Passion (1991), mit Patrick Saussois, Didier Roussin, René-Charles „Maxou“ Mallet, Jean Toupance, Jean-Christophe Rouet, Pierre Moreilhon
- Gitan & Tzigane magie de la guitare (1993)
- Valses Manouches (1993), mit Jean-Jacques Ruhlmann, Henri Coutant, Gilles Parodi
- Portrait of Django (1994), mit Patrick Saussois, Jon Larsen, Per Frydenlund, Svein Otto Aarbostad